# Ilex dehongensis
Ilex dehongensis är en järneksväxtart som beskrevs av S.K. Chen och Y.X. Feng. Ilex dehongensis ingår i släktet järnekar, och familjen järneksväxter. Inga underarter finns listade i Catalogue of Life.